# Cynometra alexandri
Cynometra alexandri är en ärtväxtart som beskrevs av Charles Henry Wright. Cynometra alexandri ingår i släktet Cynometra, och familjen ärtväxter. Inga underarter finns listade i Catalogue of Life.
Arten är utbildad som ett upp till 50 meter högt städsegrönt träd. Utveckligen sker med en låg hastighet och den gynnas av skugga från andra träd. Den tunna barken har en gråbrun färg. Typisk är en bred krona och upp till 15 cm långa blad. Blomställningen är upp till 16 cm lång och den består av många ljusrosa blommor. Senare utvecklas de 8 cm långa och 5 cm breda frukterna. De innehåller upp till fyra frön.
Trädet hittas i centrala Afrika från Kongo-Kinshasa till Uganda och Tanzania. Det växer i kulliga områden och i bergstrakter mellan 700 och 1400 meter över havet. Arten ingår vanligen i skogar. Den planteras ibland i samhällen för skuggans skull.
Det rödbruna och hårda träet används för olika ändamål. Det kan motstå termiter.
För beståndet är inga hot kända och hela populationen anses vara stor. IUCN listar arten som livskraftig (LC).